# Polisportiva Adolfo Consolini 2020-2021
Questa voce raccoglie le informazioni riguardanti la Polisportiva Adolfo Consolini nelle competizioni ufficiali della stagione 2020-2021.

## Organigramma societario
Area direttiva
- Presidente: Stefano Manconi

Area tecnica
- Allenatore: Stefano Saja
- Allenatore in seconda: Alessandro Zanchi

## Rosa
| N° | Nome              | Ruolo | Data di nascita   | Squadra |
| -- | ----------------- | ----- | ----------------- | ------- |
| 1  | Francesca Cosi    | C     | 27 marzo 2000     | Italia  |
| 2  | Dora Peonia       | S     | 20 settembre 1997 | Italia  |
| 3  | Linda De Bellis   | O     | 29 maggio 2001    | Italia  |
| 4  | Emanuela Fiore    | O     | 25 ottobre 1986   | Italia  |
| 5  | Sara Ceron        | C     | 4 luglio 1993     | Italia  |
| 6  | Lana Conceição    | S     | 8 dicembre 1996   | Brasile |
| 7  | Sofia Spadoni     | C     | 27 settembre 1996 | Italia  |
| 8  | Mariaelena Aluigi | P     | 20 giugno 2001    | Italia  |
| 9  | Alice Urbinati    | L     | 28 febbraio 2000  | Italia  |
| 10 | Giulia Saguatti   | S     | 20 novembre 1991  | Italia  |
| 11 | Ilaria Bonvicini  | L     | 28 dicembre 1997  | Italia  |
| 12 | Virginia Berasi   | P     | 17 febbraio 1994  | Italia  |
| 14 | Eleonora Penna    | S     | 15 agosto 2003    | Italia  |
| 15 | Martina Fedrigo   | S     | 28 aprile 1999    | Italia  |

## Risultati

### Serie A2

#### Girone di andata
| 1ª giornata - 20 settembre 2020 Palestra comunale, Talmassons                     | Talmassons           | 2 - 3 | Adolfo Consolini    | 22-25, 20-25, 25-17, 25-20, 13-15 |
| 2ª giornata - 27 settembre 2020 Palazzetto dello Sport, San Giovanni in Marignano | Adolfo Consolini     | 3 - 0 | Helvia Recina       | 25-18, 25-21, 25-20               |
| 3ª giornata - 4 ottobre 2020 Palazzetto dello sport, Martignacco                  | Libertas Martignacco | 2 - 3 | Adolfo Consolini    | 25-21, 28-26, 28-30, 17-25, 8-15  |
| 4ª giornata - 11 ottobre 2020 Palazzetto dello Sport, San Giovanni in Marignano   | Adolfo Consolini     | 3 - 0 | Montecchio Maggiore | 26-24, 28-26, 25-18               |
| 6ª giornata - 18 ottobre 2020 PalaScoppa, Soverato                                | Soverato             | 3 - 0 | Adolfo Consolini    | 25-16, 25-20, 25-17               |
| 7ª giornata - 25 ottobre 2020 PalaDionigi, Vallefoglia                            | Megavolley           | 3 - 1 | Adolfo Consolini    | 25-20, 25-22, 22-25, 25-20        |
| 8ª giornata - 1º novembre 2020 Palazzetto dello Sport, San Giovanni in Marignano  | Adolfo Consolini     | 2 - 3 | Olimpia Teodora     | 26-24, 25-22, 22-25, 14-25, 8-15  |
| 9ª giornata - 8 novembre 2020 PalaCesari, Cutrofiano                              | Cutrofiano           | 3 - 0 | Adolfo Consolini    | 25-12, 28-26, 30-28               |

#### Girone di ritorno
| 10ª giornata - 15 novembre 2020 Palazzetto dello Sport, San Giovanni in Marignano | Adolfo Consolini    | 2 - 3 | Talmassons           | 27-29, 22-25, 26-24, 25-13, 6-15  |
| 11ª giornata - 13 gennaio 2021 PalaFontescodella, Macerata                        | Helvia Recina       | 3 - 2 | Adolfo Consolini     | 23-25, 25-16, 25-23, 17-25, 15-11 |
| 12ª giornata - 29 novembre 2020 Palazzetto dello Sport, San Giovanni in Marignano | Adolfo Consolini    | 3 - 1 | Libertas Martignacco | 23-25, 28-26, 25-16, 25-13        |
| 13ª giornata - 5 dicembre 2020 PalaCollodi, Montecchio Maggiore                   | Montecchio Maggiore | 0 - 3 | Adolfo Consolini     | 23-25, 23-25, 21-25               |
| 15ª giornata - 13 dicembre 2020 Palazzetto dello Sport, San Giovanni in Marignano | Adolfo Consolini    | 3 - 1 | Soverato             | 25-23, 25-16, 23-25, 25-17        |
| 16ª giornata - 20 dicembre 2020 Palazzetto dello Sport, San Giovanni in Marignano | Adolfo Consolini    | 1 - 3 | Megavolley           | 21-25, 25-20, 18-25, 22-25        |
| 17ª giornata - 17 gennaio 2021 PalaCosta, Ravenna                                 | Olimpia Teodora     | 1 - 3 | Adolfo Consolini     | 25-22, 11-25, 22-25, 18-25        |
| 18ª giornata - 24 gennaio 2021 Palazzetto dello Sport, San Giovanni in Marignano  | Adolfo Consolini    | 3 - 2 | Cutrofiano           | 23-25, 25-20, 25-18, 17-25, 15-11 |

### Pool promozione

#### Girone di andata
| 1ª giornata - 27 febbraio 2021 PalaBellina, Marsala                            | Marsala          | 3 - 2 | Adolfo Consolini | 17-25, 22-25, 25-18, 25-16, 15-9  |
| 2ª giornata - 7 marzo 2021 Palazzetto dello Sport, San Giovanni in Marignano   | Adolfo Consolini | 3 - 2 | Pinerolo         | 32-30, 25-11, 25-27, 17-25, 15-9  |
| 3ª giornata - 7 maggio 2021 Palazzetto dello Sport, San Giovanni in Marignano  | Adolfo Consolini | 0 - 3 | Roma Club        | 20-25, 20-25, 23-25               |
| 4ª giornata - 1º maggio 2021 PalaManera, Mondovì                               | Mondovì          | 3 - 2 | Adolfo Consolini | 20-25, 25-19, 25-17, 20-25, 15-13 |
| 5ª giornata - 21 aprile 2021 Palazzetto dello Sport, San Giovanni in Marignano | Adolfo Consolini | 0 - 3 | Academy Sassuolo | 17-25, 22-25, 20-25               |

#### Girone di ritorno
| 6ª giornata - 4 maggio 2021 Palazzetto dello Sport, San Giovanni in Marignano  | Adolfo Consolini | 3 - 0 | Marsala          | 25-23, 25-15, 25-18               |
| 7ª giornata - 29 aprile 2021 Palazzetto dello sport, Pinerolo                  | Pinerolo         | 3 - 0 | Adolfo Consolini | 25-19, 25-20, 25-20               |
| 8ª giornata - 10 aprile 2021 PalaFonte, Roma                                   | Roma Club        | 3 - 0 | Adolfo Consolini | 25-13, 25-19, 25-16               |
| 9ª giornata - 18 aprile 2021 Palazzetto dello Sport, San Giovanni in Marignano | Adolfo Consolini | 2 - 3 | Mondovì          | 19-25, 25-23, 25-19, 19-25, 11-15 |
| 10ª giornata - 25 aprile 2021 Palestra Santissima Consolata, Sassuolo          | Academy Sassuolo | 3 - 0 | Adolfo Consolini | 25-12, 25-22, 25-22               |